# Jupiterův mýtus
Jupiterův mýtus (2002, The Jupiter Myth) je historický detektivní román anglické spisovatelky Lindsey Davisové. Jde o čtrnáctý díl dvacetidílné knižní série, odehrávající se v antickém Římě za vlády císaře Vespasiana. Jejím hlavním hrdinou je soukromý informátor (vlastně soukromý detektiv) Marcus Didius Falco, který je také vypravěčem románu. Román je také první z celého cyklu, ve kterém se objevuje dívka Flavia Albia, Falconova adoptivní dcera, která se stane hlavní hrdinkou druhé spisovatelčiny série.

## Obsah románu
Román se odehrává v srpnu roku 75, za pobytu Falcona v Británii. Po úspěšném vyřešení případu, týkajícího se výstavby nového paláce (dnes známého pod názvem Palác ve Fishbourne), který chce císař Vespasianus věnovat tamějšímu králi a spojenci Říma Togidubnovi, odjíždí Falco se svou rodinou a s přítelem Petroniem, velitelem vigilů (vlastně římské policie), do Londinia navštívit strýce jeho ženy Heleny, který je zde finančním prokurátorem. A zde je správcem provincie Sextem Juliem Frontinem pověřen vyšetřit smrt dvořana a důvěrníka krále Togidubna, který byl nalezen utopený ve studni zchátralé krčmy U Zlatého deště. Během nebezpečného pátrání Falco s Petroniem odhalí tzv. Jupiterovu společnost, gang založený dvěma zločinci z Říma, zabývající se vyděračstvím a vymáháním výpalného, přičemž jedním z nich je Balbinus Florius, syn zločince Balbina Pia (viz román Čas odejít).
Při požáru pekárny, zřejmě založeném zločinci, riskuje mladá tulačka Albia svůj život, aby zachránila psy před plameny. Toto hrdinství natolik uchvátí Falconovu ženu Helenu, že společně s Falconem Albii adoptují.

## Česká vydání
- Jupiterův mýtus (Praha: BB/art 2009), přeložila Alena Jindrová-Špilarová.
- Jupiterův mýtus (Praha: BB/art 2013), přeložila Alena Jindrová-Špilarová.